# Бессарабское (Одесская область)
Бессара́бское (укр. Бессарабське; до 2024 года — Тару́тино) — посёлок в Болградском районе Одесской области Украины, административный центр Тарутинской поселковой общины. До 2020 года являлся центром упразднённого Тарутинского района.

## Географическое положение
Протекает река Анчокрак (Бахмутка). Посёлок расположен в 7 км от ж.д. станции Березино (на линии Березино — Арциз — Одесса) и в 198 км от Одессы по железной дороге.

## История
Бессарабское основано в 1814 году после заключения Бухарестского трактата и стало первой немецкой колонией в Бессарабии. Правительство выделило в вечное и потомственное пользование по 60 десятин земли на семью, освободило от всех налогов на 50 лет и навечно от воинской повинности и воинского постоя. Первые поселенцы — немцы и поляки.
После поражения Российской армии в Крымской войне 1853—1856 гг. Бессарабское вошло в состав Молдавского княжества. В 1875 году здесь насчитывалось 3642 жителя. Среди них большая часть колонисты, которым принадлежала суконная и табачная фабрика, две малобойни и т. п.
В результате победы над Турцией в войне 1877—1878 гг. Бессарабское отошло к Российской империи.
В 1866 году немцы-колонисты построили здесь прядильно-ткацкую фабрику, завод земледельческих машин, мельницу (1889).
Бессарабское быстро развивалось и в начале XX века имело характер промышленно-торгового городка, работали 2 литейно-машиностроительных завода, 2 пивзавода, крупная суконная фабрика. Поселение стало экономическим и культурным центром немцев района Аккермана, в 1904 году из 4270 жителей было около 3000 немцев, 1020 евреев, остальные — украинцы, русские, армяне.
Первая мировая война привела к сокращениям и закрытию предприятий, которые не выполняли заказы военных ведомств. Началась безработица. Мобилизация мужского населения ещё более усугубила положение.
В начале 1918 года румынские войска заняли Бессарабию.
Летом 1940 года, после присоединения Бессарабии к СССР, немцы выехали в Германию, а на их место приехали украинцы из Винничины (800 семей переселенцев из села Малая Русава).
С 22 июля 1941 по 22 августа 1944 Бессарабское находилось под оккупацией.

## Название
Бессарабское было основано под названием Анчокрак, от одного из названий реки Бахмутки, на которой расположено поселение. Позднее оно было переименовано в Тарутино в честь начавшегося в октябре 1812 года наступления русской армии против французских войск Наполеона в районе села Тарутино Калужской губернии.
20 марта 2024 года Комитет Верховной Рады Украины поддержал переименование села в Бессарабское. Окончательное изменение произошло 19 сентября 2024 года после голосования в Верховной Раде.

## Промышленность
Промышленность — пищекомбинат, маслосыродельный, винодельческий заводы, хлебзавод,

## Уроженцы
- Израиль Гохберг, математик
- Лев Гутенмахер, математик
- Кюссе Пинтилие, писатель
- Лучиан Пинтилие, режиссёр
- Абрам Столяр, педагог-методист
- Элиэзер Шульман, библеист
- Якунин Михаил Викторович, физик
- Василий Михайлов, борец вольного стиля